# Partición de Kosovo

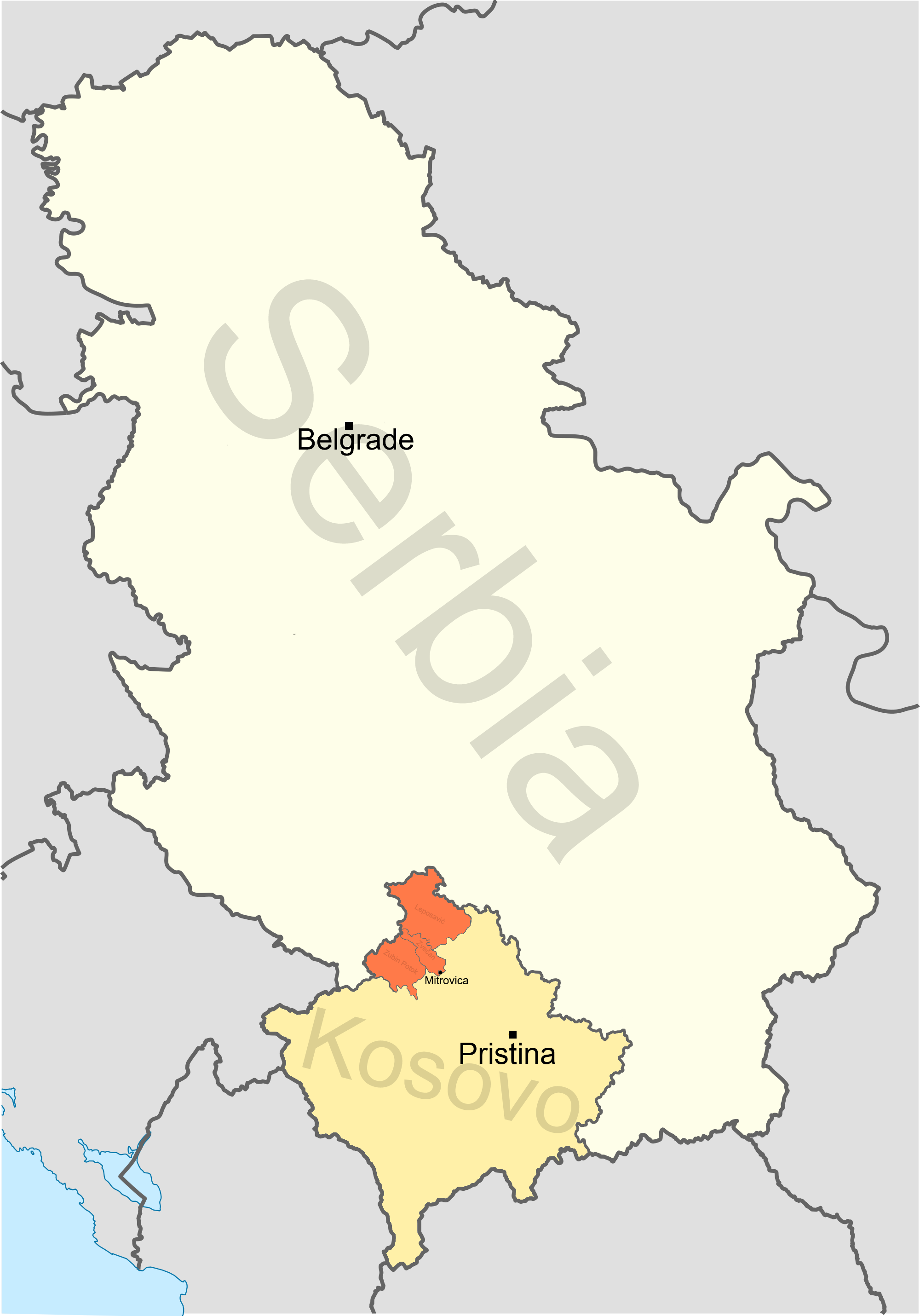
En naranja, la región de Kosovo del Norte dividido por la localidad de Mitrovica.

Mapa de la parcialmente reconocida República de Kosovo con amplia mayoría étnica albanesa (naranja) y minorías serbias (púrpura). Kosovo del Norte (azul) es una región de mayoría serbia perteneciente a Kosovo. Los territorios en cian y ocre pertenecen a Serbia, pero con poblaciones albanesas.

La partición de Kosovo sería una futura división hipotética del territorio norkosovar situado en el norte de la Provincia Autónoma serbia de Kosovo y Metohija, que se autoproclamó independiente como República de Kosovo en 2008. En varias ocasiones se ha propuesto tal cambio de fronteras como solución al actual estatus kosovar. Tal propuesta se realizó antes de la declaración de independencia de Kósovo de 2008.

## Línea fronteriza
La partición de la provincia se refiere generalmente a dividir la parte sureña por el río Ibar. Al norte de dicho río reside la población de mayoría serbia, mientras que en el sur predomina la población albanesa. En el mismo sur existen varios enclaves de comunidades serbias que también entrarían a formar parte del norte como enclaves.[cita requerida] Las provincias del Norte están controladas por la Asamblea Comunitaria de Kosovo y Metohija, un gobierno regional leal a Belgrado; mientras que el resto del territorio está administrado por el Gobierno de la República de Kosovo.
Actualmente la idea de partición de Kosovo cuenta con el apoyo de sectores importantes de la diplomacia, entendiendo la partición de Kosovo como un acto negociado entre Serbia y Kosovo. "Kosovo del Norte" pasaría a formar parte de Serbia mientras que las áreas habitadas por mayorías de albaneses en el Valle de Preševo y algunas zonas de Bujanovac pasarían a formar parte de Kosovo. Sobre otras áreas con presencia importantes de serbios en Kosovo del Sur se han propopuesto distintas ideas que van desde mantenerlos como enclaves hasta su constitución como zonas semiautónomas dentro de un Kosovo del Sur independiente.

## Reacciones internacionales
- Albania: El primer ministro declaró en noviembre de 2011 que separar Kosovo en dos es una idea absurda y que respetar las fronteras actuales es importante para todos los países de la región.[8]
- Austria: El exvicecanciller Erhard Busek propuso la partición y declaró: "Estoy de acuerdo en que el diálogo es el único camino, en un primer momento parece algo imposible, pero que se debería debatir... no veo por qué la comunidad internacional no se pusieron de acuerdo si los gobiernos de Pristina y Belgrado lo hicieron. Todos los detalles sobre la resolución de Kosovo están en un punto muerto que se podría arreglar como una especie de "Dayton kosovar" con el acuerdo de la comunidad internacional como garante."[9]
- Unión Europea: El antiguo representante de la UE para Kosovo Wolfgang Ischinger declaró en agosto de 2011 que "Tales ideas son inaceptables", y añadió que "de no solucionarse el conflicto serbio-kosovar, una república serbia como miembro de la Unión Europea no será posible."[10]
- Kosovo: El exdiputado del primer ministro Hajredin Kuqi comentó sobre una posible partición: "Queremos ayudar a crear integración entre serbios y albaneses, no barreras."[3]
- Macedonia del Norte: El Presidente Gjorge Ivanov apoyó la continuidad de las negociaciones entre Pristina y Belgrado y declaró mostrarse en contra de la partición, ya que podría desestabilizar la región.[11]

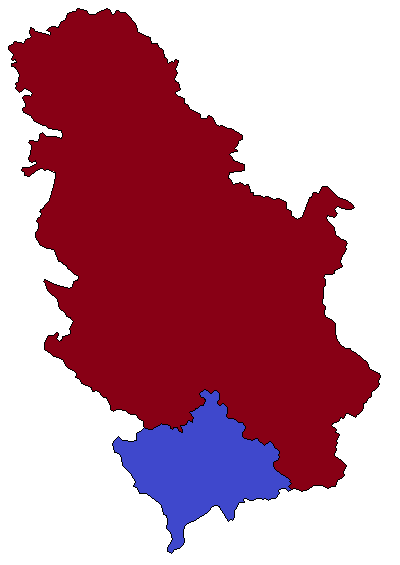
Kosovo y Serbia con la partición kosovar y el intercambio de los territorios del Valle de Presevo

- Montenegro: El expresidente Milo Đukanović declaró no apoyar la idea porque podría abrir puertas a situaciones similares en otros países de la región.[12]
- Serbia: La mayoría de los diputados del Parlamento de Serbia piensan que cualquier división de la región de Kosovo y Metohija puede ser una de las muchas ideas para resolver el problema con Kosovo, sin embargo los partidos radicales y liberales piensan que es demasiado tarde.[13]
 El primer ministro del Interior Ivica Dačić propuso que la partición fuese la solución ante tal disputa En una declaración comentó: "Esta es mi opinión, aunque ni a Belgrado ni a Pristina le satisfacen. No obstante, soy un político realista y no encuentro otra solución... pienso que una solución lógica sería que las comunidades serbias se asienten dentro del territorio serbio y la comunidad albanesa vivan independientes. Este es el único plan que podría llevarnos a buen puerto de manera rápida... Las demás soluciones son una pérdida de tiempo puesto que estaríamos años y décadas estancados en solucionar pequeñas cuestiones.[14]
El expresidente de la extinta Serbia y Montenegro Dobrica Ćosić propuso la división de las fronteras y declaró: "Estuve hablando y escribiendo sobre Kosovo y Metohija durante 40 años en vano proponiendo un compromiso permanente, justo y democrático. Esta es la única manera de acabar con décadas de enfrentamientos entre ambas comunidades para albergar condiciones de vida normales para ambas partes.[15]
- Reino Unido: El profesor de ciencias políticas de la London School of Economics and Political Science afirmó que tal partición es una solución lógica. En una entrevista para Politika declaró que en un futuro próximo, Belgrado puede tener una oportunidad única para luchar por la división de Kosovo y establecer un grado importante de autonomía para el Norte de Kosovo.[16]
El antiguo embajador británico de la extinta Yugoslavia Ivor Roberts apoya la partición y declaró: "La partición de Kosovo podría no llevar a ningún lado, pero la reparación del daño es más deseable que llevar la estabilidad actual, algo que sin duda, los planes de los países occidentales podrían desestabilizar Serbia y la región entera."[17]
- Estados Unidos: Los diplomáticos estadounidenses avisaron de que esa "flaqueza y vacilación" europea podría afianzar el control serbio sobre la parte norkosovar, con lo cual se volvería abrir la caja de Pandora que resultó en el conflicto étnico de la guerra de los Balcanes. Por otra parte, el entonces embajador de Estados Unidos Christopher Dell escribió: "Llegó el momento de poner fin a varios años sin rumbo en el Norte y de buscar soluciones forzadas entre el norte y el resto de Kosovo... la situación actual es insostenible y se está deteriorando por momentos. El propósito es cortar por lo sano.[18]

## Independencia de Kosovo y situación de inestabilidad

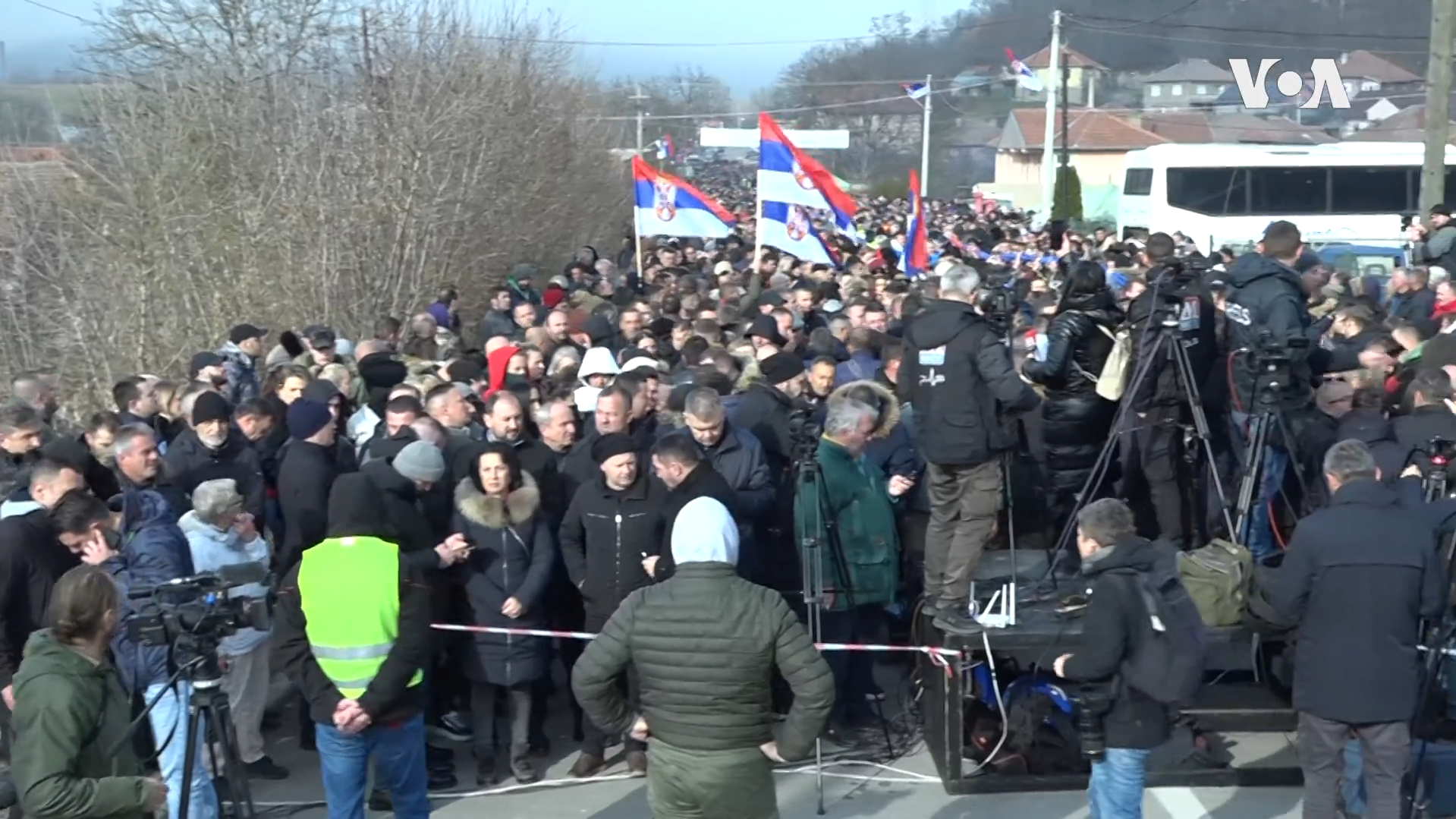
Serbios de Kosovo del Norte durante las protestas de 2022

Kosovo desde su independencia unilateral en 2008 sigue sin ser reconocido internacionalmente por muchos países, entre ellos Serbia y Rusia, lo que obliga a mantener tropas de KFOR en Kosovo, y donde en el norte vive una especial situación de enfrentamiento como los ocurridos en 2021 y 2023 y volatilidad contra el resto de Kosovo, las políticas de Pristina y todo lo que signifique algo distinto a la reunificación con el resto de Serbia. Esta situación ha querido ser revertida con rondas de diálogo entre Serbia y Kosovo auspiciadas por la Unión Europea, con la adopción de medidas que establezcan confianza entre las comunidades albanesas y serbias de Kosovo, sin mucho éxito hasta el momento. Los kosovares del norte disfrutan de una mayor autonomía de Pristina con respeto a otras zonas, a pesar de ello, se niegan a aceptar ninguna autoridad albanesa sobre el territorio norkosovar, lo que dificulta el desarrollo de la zona y el reconocimiento internacional de Kosovo. En Serbia existe una posición mayoritaria entre la población que el reconocimiento oficial de Serbia a Kosovo como nación independiente sólo ocurrirá en paralelo con el intercambio de territorios con Kosovo, donde el norte kosovar pase a Serbia, y a su vez Serbia con estas nuevas fronteras se integre de inmediato en la Unión Europea, rehusando a otros territorios de mayorías serbias en Bosnia, Montenegro o Croacia.

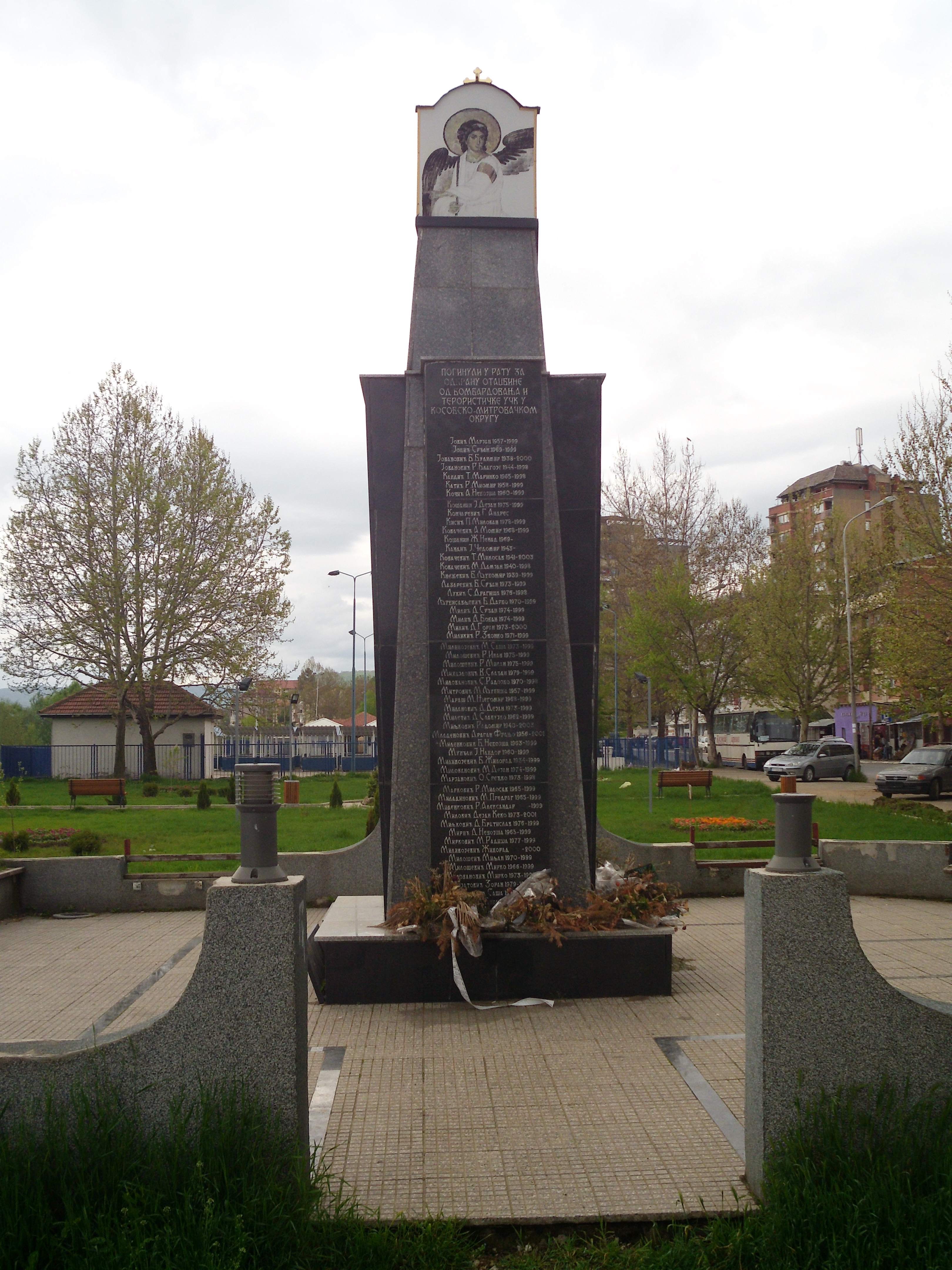
Monumento conmemorativo a los serbios asesinados en Mitrovica desde 1990